# 絕地逃亡
《絕地逃亡》是一部由中國大陸、美國與香港合資拍攝的2016年喜剧动作片，導演為雷尼·哈林，成龙和约翰尼·诺克斯维尔主演。

## 剧情简介
一个落魄警察（成龙 饰），一个滑头赌徒（约翰尼·诺克斯维尔 饰），一路南下追追逃逃。刚从俄罗斯黑手党中虎口脱险，又遇蒙古壮汉摔跤花式被虐，途径广西身陷急流险丢命，无奈香港黑帮穷追不舍……他们能否成功拯救白舒（范冰冰 饰）？

## 演員
| 演员              | 角色      |
| 成龙              | 陈港生    |
| 约翰尼·诺克斯维尔 | 康纳·瓦茨 |
| 范冰冰            | 白舒      |
| 曾志伟            | 白志勇    |
| 王敏德            | 唐警官    |
| 赵文瑄            | 王卫东    |
| 伊芙·朵芮絲       | 大波莎    |
| 郭品超            | 林达明    |
| 施诗              | 刘思丽    |
| 张蓝心            | 黑帮成员  |
| 延政勳            | Willie    |

## 反响
中国大陆首周4天收获4.08亿人民币居榜首。最终累计8.8亿。
| 上一届： 《寒战2》 | 2016年中国内地一周票房冠军 第31-32周 | 下一届： 《盗墓笔记》 |